# Thelypodium eucosmum
Thelypodium eucosmum är en korsblommig växtart som beskrevs av Benjamin Lincoln Robinson. Thelypodium eucosmum ingår i släktet Thelypodium och familjen korsblommiga växter. Inga underarter finns listade i Catalogue of Life.